# Salto Ventoso
Salto Ventoso es una cascada de 55 metros que cae en una caverna en forma de herradura, de 200 metros de longitud y 25 metros de altura. Localizada en Rio Grande do Sul, en el municipio de Farroupilha, en Linha Muller, Distrito de Nueva Cerdeña, a doce kilómetros de la ciudad. Su principal característica es la posibilidad que ofrece al visitante de ver la caída de agua desde detrás. Hay un pasaje en su contorno, que tal como un túnel mitad cerrado, mitad entreabierto, permite a los visitantes completar un paseo por la cascada. Cuando el sol brilla dentro de la caverna sobre la cascada de agua en el interior se producen reflejos de varios colores en las paredes de la cueva.

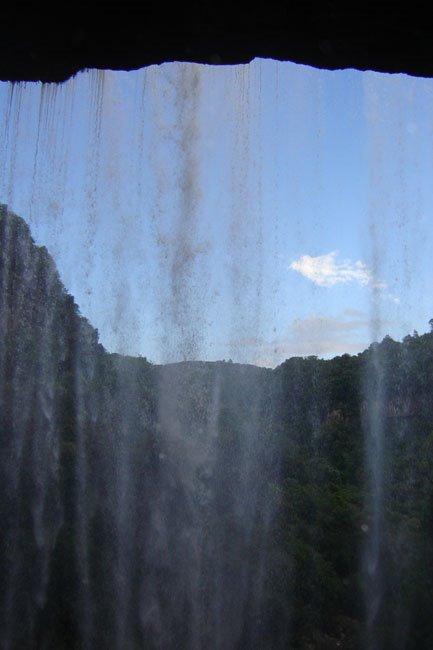
Vista de la cascada del Salto Ventoso, desde atrás, a través de su gruta.